# Coatepeque (Guatemala)
Coatepeque è un comune del Guatemala facente parte del dipartimento di Quetzaltenango.